# Leiocephalus barahonensis
Leiocephalus barahonensis (оранжевочерева ігуана-крутихвіст) — вид ігуаноподібних ящірок родини Leiocephalidae. Мешкає в Гаїті і Домініканській Республіці.

## Підвиди
Виділяють чотири підвиди:
- Leiocephalus barahonensis barahonensis Schmidt, 1921 — від північних схилів гір Сьєрра-де-Баоруко[en] до північно-східного узбережжя півострова Бараона;
- Leiocephalus barahonensis aureus Cochran, 1934 — крайній південний схід Гаїті, на схід до гаїтянсько-домініканського кордону;
- Leiocephalus barahonensis beatanus Noble, 1923 — острів Беата;
- Leiocephalus barahonensis oxygaster Schmidt, 1967 — півострів Бараона.

## Поширення і екологія
Оранжевочереві ігуани-крутихвости поширені на крайньому півдні острова Гаїті та на сусідніх островах Беата і Кайо-Пісахе. Вони живуть на пляжах, в прибережних чагарниках, кактусових саванах, манграх і кокосових гаях, в парках і садах, зазвичай серед каміння. Зустрічаються на висоті до 620 м над рівнем моря. Живляться членистоногими і рослинністю. Відкладають яйця.